# 썬연료
썬연료는 대한민국이 만든 세계적인 부탄가스이다.

## 개요
썬연료는 부탄가스이다. 검증이 깐깐한 일본, 미국 등의 나라에 수출되었다.